# Ratajska Telewizja Kablowa Elsat
Ratajska Telewizja Kablowa Elsat Sp. z o.o.  – operator telewizji kablowej w Poznaniu mający swoją siedzibę na Osiedlu Oświecenia. Pierwotnie działała pod nazwą Elpan. W roku 2009 została wchłonięta przez spółkę Telewizja Kablowa Poznań S.A., która z kolei zmieniła swoją nazwę na Inea S.A. Swoim zasięgiem RTK Elsat Sp. z o.o. obejmowała większą część Nowego Miasta (głównie w rejonach Rataj, Żegrza i Chartowa). Spółka rozpoczęła swoją działalność 15 lutego 1993 roku. Była też członkiem Polskiej Izby Komunikacji Elektronicznej. Na kilka lat przed wejściem do spółki Inea S.A. RTK Elsat świadczyła już usługi pod marką Inea. Abonenci mieli (i mają) dostęp do telewizji analogowej i cyfrowej, radia, kanałów Canal+, HBO oraz Internetu. Od maja 2006 dostępna jest również usługa tradycyjnej telefonii stacjonarnej.